# Nempont-Saint-Firmin

Nempont-Saint-Firmin este o comună în departamentul Pas-de-Calais, Franța. În 1 ianuarie 2022 avea o populație de 200 de locuitori.